# Fornos (Freixo de Espada à Cinta)
Fornos is een plaats (freguesia) in de Portugese gemeente Freixo de Espada à Cinta en telt 323 inwoners (2001).